# Édouard Gagnon
Édouard Gagnon, P.S.S. (1918–2007) là một Hồng y người Canada của Giáo hội Công giáo Rôma. Ông từng đảm nhận vai trò Hồng y Đẳng Linh mục Nhà thờ S. Marcello, Chủ tịch Ủy ban Giáo hoàng về các Đại hội Thánh Thể Quốc tế trong suốt 10 năm, từ năm 1991 đến năm 2001.
Vốn xuất thân là một giáo sĩ lãnh đạo giáo hội địa phương trước khi đảm nhận các vai trò phục vụ trong Giáo triều Rôma, ông từng đảm trách nhiều vai trò khác nhau trước khi tiến đến trở thành Chủ tịch Ủy ban Giáo hoàng về các Đại hội Thánh Thể Quốc tế, như: giám mục chính tòa Giáo phận Saint-Paul, còn gọi là Saint Paul in Alberta (1969–1972), Phó Chủ tịch Ủy ban về Gia đình (1976–1980), Quyền Chủ tịch Hội đồng Giáo hoàng về Gia đình (1983–1985), Chủ tịch Hội đồng Giáo hoàng về Gia đình (1985–1990), Hồng y Đẳng Phó tế Nhà thờ S. Elena fuori Porta Prenestina (1985–1996). Ông được vinh thăng Hồng y ngày 25 tháng 5 năm 1985, bởi Giáo hoàng Gioan Phaolô II.

## Tiểu sử
Hồng y Édouard Gagnon sinh ngày 15 tháng 1 năm 1918 tại Port-Daniel, Canada. Sau quá trình tu học dài hạn tại các cơ sở chủng viện theo quy định của Giáo luật, ngày 15 tháng 8 năm 1940, Phó tế Gagnon, 22 tuổi, tiến đến việc được truyền chức linh mục. Tân linh mục là thành viên linh mục đoàn Dòng Xuân Bích, có ký hiệu viết tắt là P.S.S..
Sau 29 năm thi hành các công việc mục vụ với thẩm quyền và cương vị của một linh mục, ngày 19 tháng 2 năm 1969, Tòa Thánh loan tin Giáo hoàng đã quyết định tuyển chọn linh mục Édouard Gagnon, 51 tuổi, gia nhập Giám mục đoàn Công giáo Hoàn vũ, với vị trí được bổ nhiệm là giám mục chính tòa Giáo phận Saint Paul in Alberta. Lễ tấn phong cho vị giám mục tân cử được tổ chức sau đó vào ngày 25 tháng 3 cùng năm, với phần nghi thức chính yếu được cử hành cách trọng thể bởi 3 giáo sĩ cấp cao, gồm chủ phong là Tổng giám mục Emanuele Clarizio, Khâm sứ Tòa Thánh tại Canada; hai vị giáo sĩ còn lại, với vai trò phụ phong, gồm có Tổng giám mục Anthony Jordan, O.M.I., Tổng giám mục đô thành Tổng giáo phận Edmonton, Alberta và Tổng giám mục Maurice Baudoux, Tổng giám mục đô thành Tổng giáo phận Saint-Boniface, Manitoba. Tân giám mục chọn cho mình khẩu hiệu CHRISTUS LUX MEA.
Ngày 3 tháng 5 năm 1972, ông từ nhiệm khỏi chức vụ giám mục chính tòa Saint Paul in Alberta. Sau khoảng thời gian 7 năm được chọn làm giám mục, Giám mục Gagnon được Tòa Thánh thuyên chuyển về làm việc tại giáo triều Rôma, qua việc bổ nhiệm giám mục đảm trách vai trò Phó Chủ tịch Ủy ban về Gia đình. Thông báo về việc bổ nhiệm này được công bố cách rộng rãi vào ngày 10 tháng 12 năm 1976. Ông giữ vai trò này đến năm 1980.
Sau khoảng thời gian 3 năm nghỉ dưỡng, Giám mục Gagnon được Tòa Thánh thăng Tổng giám mục, qua việc bổ nhiệm giám mục này làm Tổng giám mục Hiệu tòa Iustiniana prima và chức danh Quyền Chủ tịch Hội đồng Giáo hoàng về Gia đình. Thông báo về việc bổ nhiệm này được công bố cách rộng rãi vào ngày 7 tháng 7 năm 1983.
Bằng việc tổ chức công nghị Hồng y năm 1985 được cử hành chính thức vào ngày 25 tháng 5, Giáo hoàng Gioan Phaolô II đưa ra quyết định vinh thăng Tổng giám mục Édouard Gagnon tước vị danh dự của Giáo hội Công giáo, Hồng y. Tân Hồng y thuộc Đẳng Hồng y Phó tế và Nhà thờ Hiệu tòa được chỉ định là Nhà thờ S. Elena fuori Porta Prenestina. Sau đó hai ngày, ông chính thức đảm nhận vai trò Quyền Chủ tịch Hội đồng Giáo hoàng về Gia đình. Ông giữ chức này đến ngày 8 tháng 11 năm 1990.
Ngày 3 tháng 1 năm 1991, Tòa Thánh bổ nhiệm ông giữ chức Chủ tịch Ủy ban Giáo hoàng về các Đại hội Thánh Thể Quốc tế. Ngày 29 tháng 1 năm 1996, ông được thăng Đằng Hồng y Linh mục Nhà thờ S. Marcello.
Tháng 3 năm 2001, Tòa Thánh chấp thuận đơn hồi hưu của ông, vì lý do tuổi tác, theo Giáo luật. Ông qua đời ngày 25 tháng 8 năm 2007, thọ 89 tuổi.